# Evangelos Damaskos
Evangelos Damaskos (græsk: Ευάγγελος Δαμάσκος) var en græsk atlet, som deltog i de første moderne olympiske lege 1896 i Athen.
Damaskos deltog i stangspring ved OL 1896, hvor 21 atleter var tilmeldt, men blot fem mødte frem. Damaskos sprang 2,60 m, hvilket rakte til en delt tredjeplads sammen med landsmanden Ioannis Theodoropoulos. Amerikaneren Welles Hoyt vandt disciplinen med et spring på 3,30 m foran sin landsmand Albert Tyler med 3,20.